# هلپه‌ای
هلپه‌ای، روستایی است از توابع بخش سعدآباد در شهرستان دشتستان استان بوشهر ایران.
از آنجا که زمین‌های دیمی اطراف روستا محل رویش زیاد گیاه دارویی به نام هلپه است، این روستا هلپه ای نام گرفته‌است.

## جمعیت
این روستا در دهستان زیرراه قرار دارد و بر اساس سرشماری رسمی در سال ۱۳۹۵ آمار جمعیت آن ۱۴۲۷ نفر می‌باشد بر همین اساس در سال ۱۳۸۵ جمعیت آن ۱۴۵۵ نفر (۳۲۹ خانوار) بوده‌است.